# Vladimir Niyonkuru
Vladimir Niyonkuru (ur. 21 lipca 1983 w Bużumburze) – burundyjski piłkarz występujący na pozycji bramkarza.

## Kariera klubowa
Niyonkuru karierę rozpoczynał w 2000 roku w zespole Vital’O FC. W tym samym roku zdobył z nim mistrzostwo Burundi. W 2003 roku odszedł do klubu AS Inter Star, z którym w 2005 roku zdobył mistrzostwo Burundi.
W trakcie sezonu 2006 Niyonkuru przeniósł się do rwandyjskiego zespołu Rayon Sports FC. Grał tam przez 2 lata. W 2008 roku odszedł zaś do tanzańskiego Azam FC. W 2011 zakończył w nim swoją karierę.

## Kariera reprezentacyjna
W reprezentacji Burundi Niyonkuru zadebiutował w 2004 roku. Do 2011 roku rozegrał w niej 30 meczów.